# کوه تاکاتوری

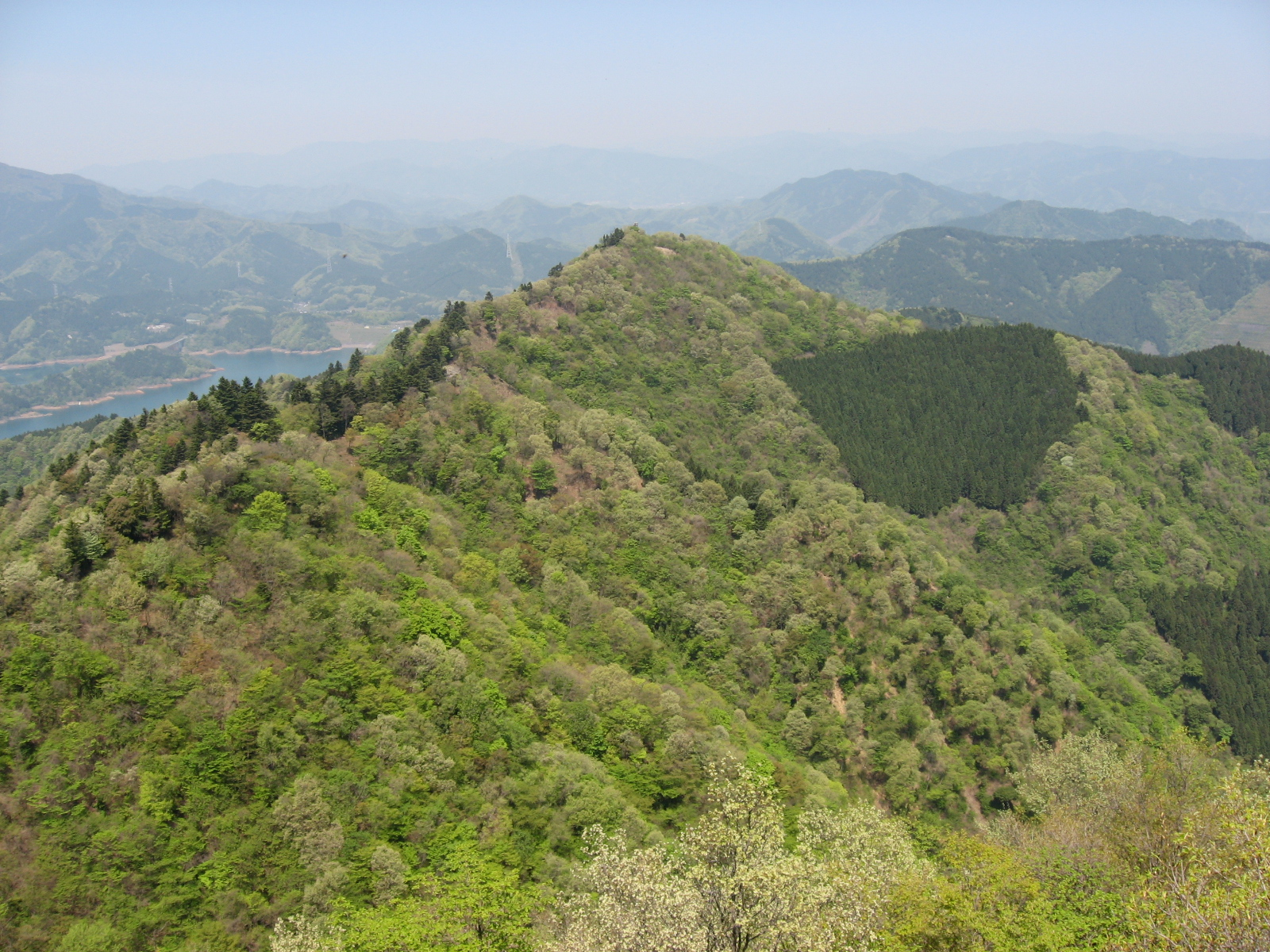
منظرهٔ کوه تاکاتوری از کوه بوکا.

کوه تاکاتُوری (به ژاپنی: 高取山، Takatori) در استان کاناگاوا (神奈川県) قرار دارد. ارتفاع این کوه ۷۰۵ متر است. این کوه جزء سلسله کوه‌های سلسله کوه‌های تانزاوا (丹沢主脈) محسوب می‌شود. در قسمت جنوب شرقی آن کوه بوکا و کوه کئوگاتاکه و در قسمت شمال و غرب آن سد و دریاچه میاگاسه واقع شده‌است.

## نگارخانه

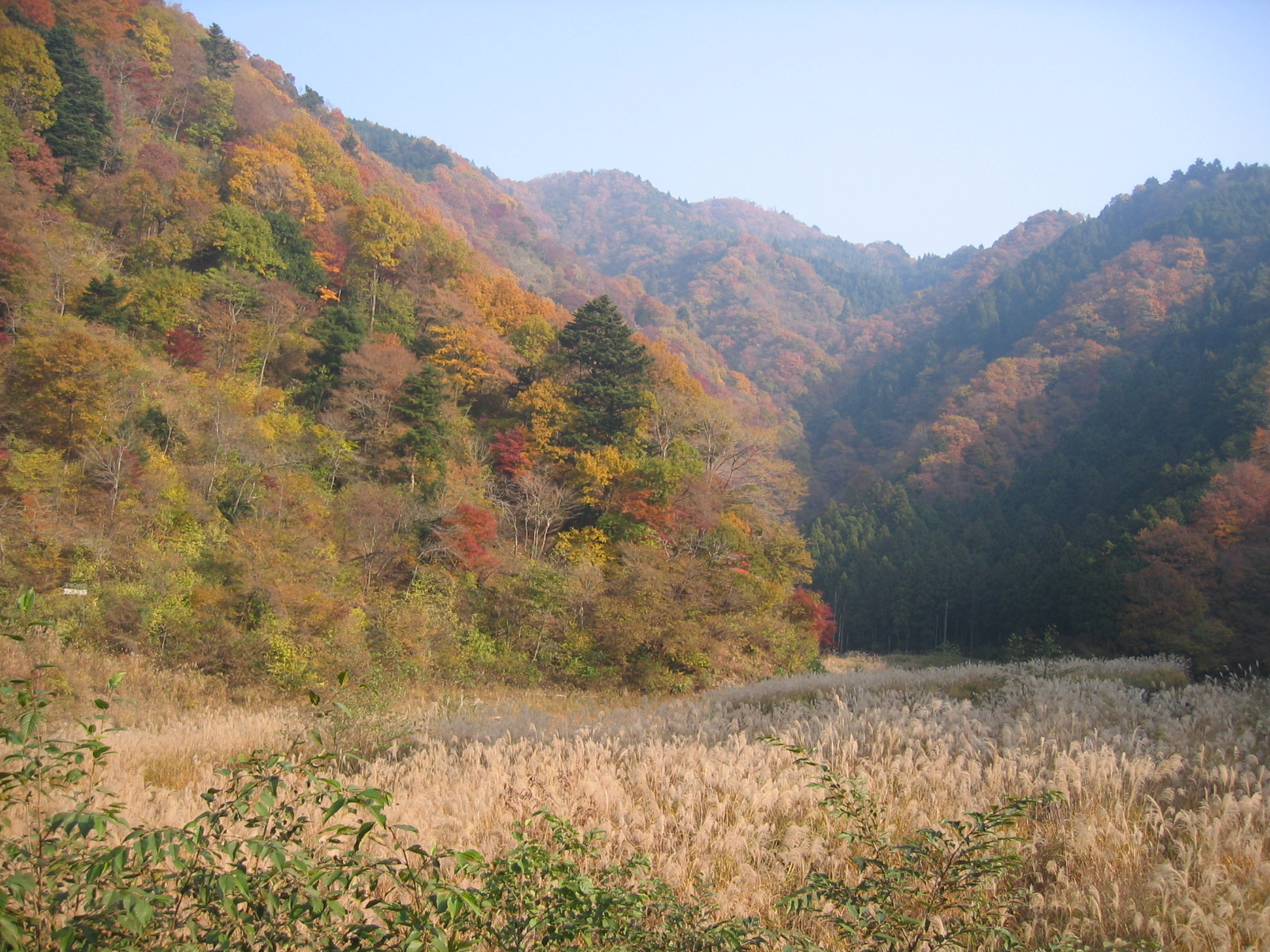
کوه تاکا توری در پاییز. برای بهتر دیدن عکس بر روی آن کلیک کنید.
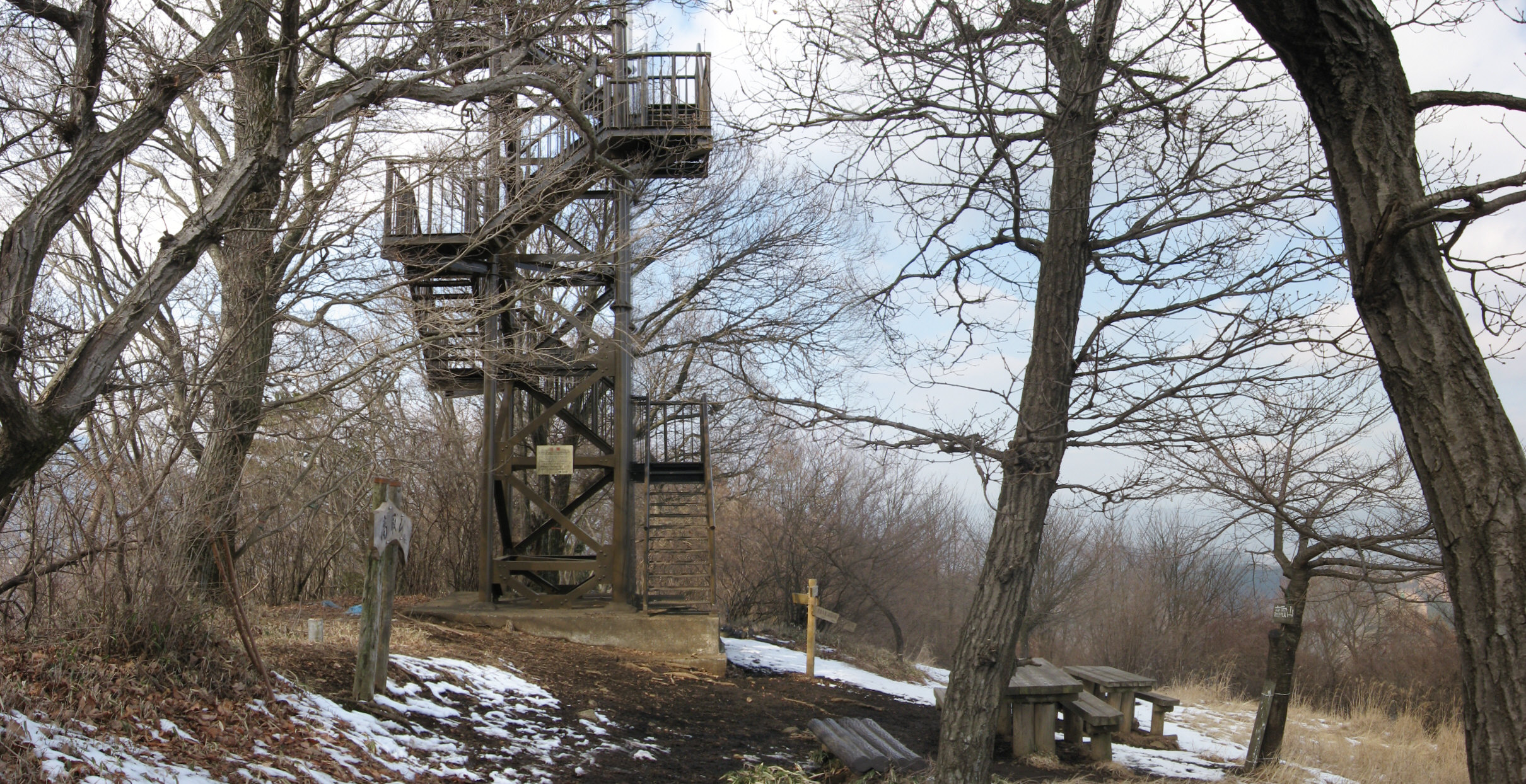
قلهٔ کوه تاکاتوری. برای بهتر دیدن عکس بر روی آن کلیک کنید.
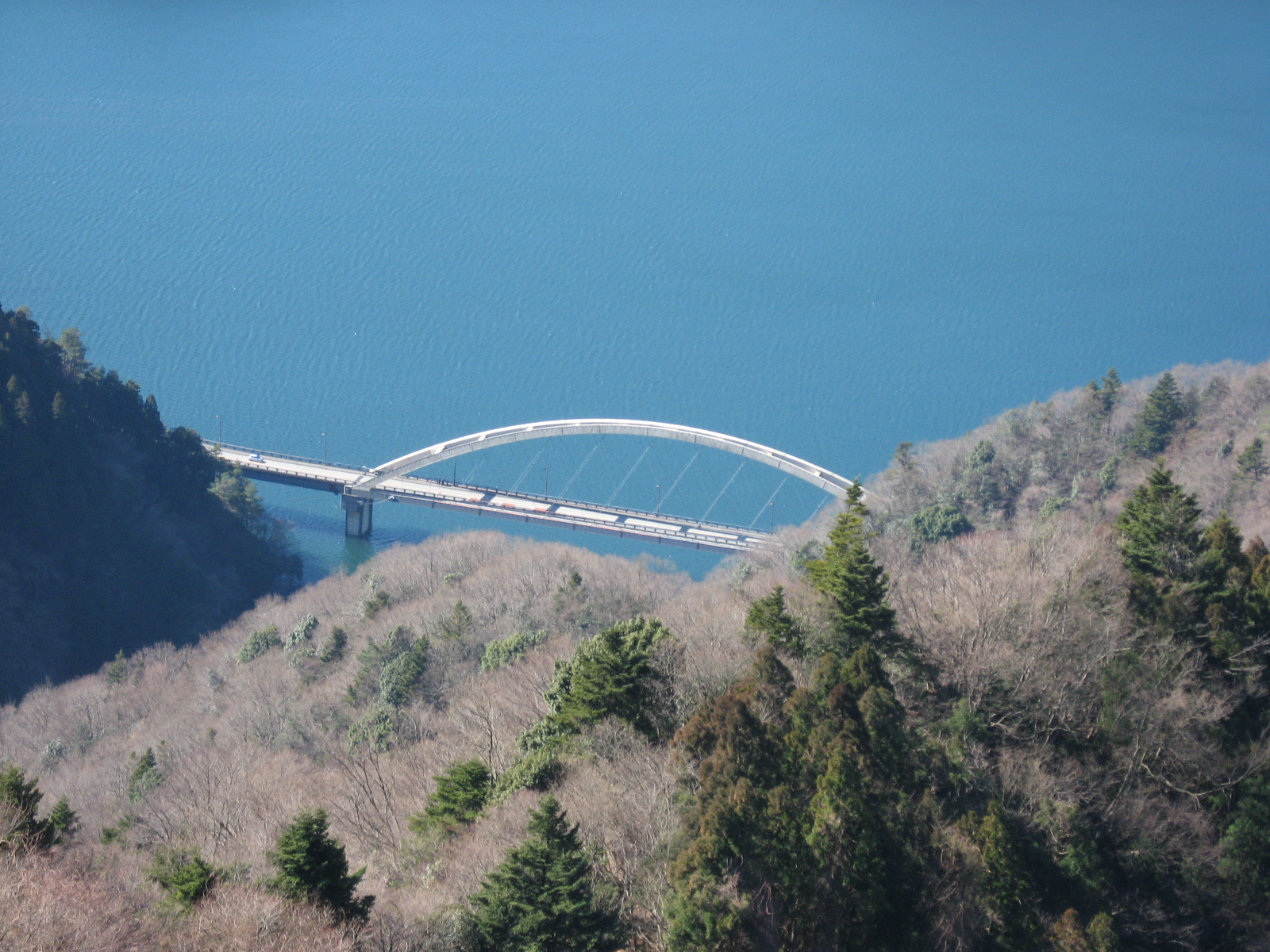
پل اُتانزاوا از نقطهٔ دید کوه تاکاتوری. برای بهتر دیدن عکس بر روی آن کلیک کنید.
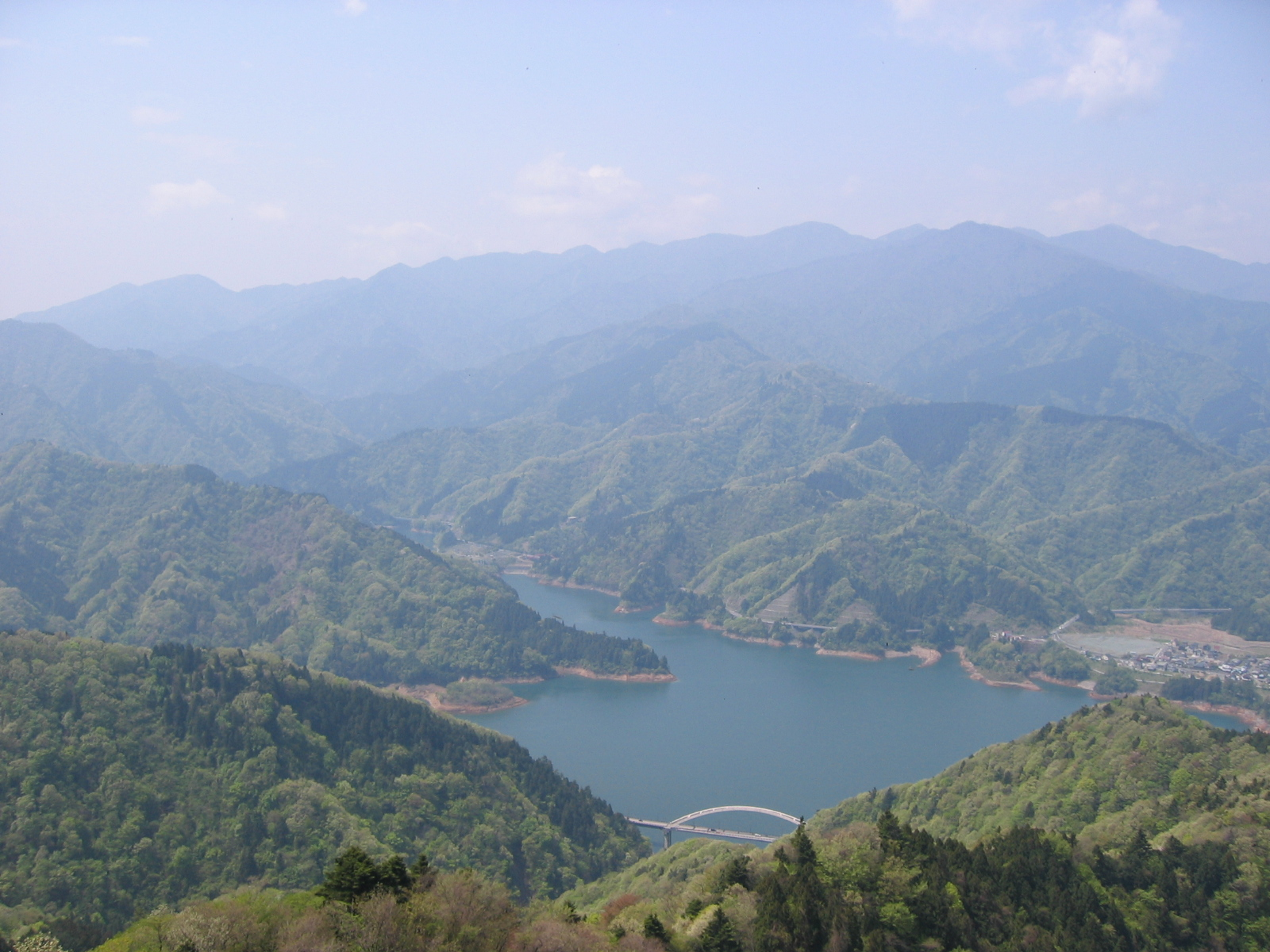
دریاچهٔ میاگاسه از نقطهٔ دید کوه تاکاتوری. برای بهتر دیدن عکس بر روی آن کلیک کنید.